# 下水道法 (1900年)
下水道法（げすいどうほう、明治33年3月7日法律第32号）は、日本最初の下水道に関する法律である。
1900年4月1日に施行。現下水道法 （昭和33年4月24日法律第79号）の施行（1959年〈昭和34年〉4月23日）に伴い廃止された。条文は附則を含めて14条で、1938年の厚生省設置までは内務省土木局が担当。大東亜戦争（太平洋戦争・第二次世界大戦）後の内務省解体までは厚生省と内務省の共管という時代もあった。内務省解体後は建設院を経て、建設省都市局に移管されていた。

## 概要
開国以降、都市への人口移動と貿易拡大に伴い、伝染病の流行が相次ぎ、特にコレラは数万人の死者を出す流行が頻発しており、1899年（明治32年）にはペストが神戸港に上陸している。これらに対抗し公衆衛生を改善するため、伝染病予防法（1897年）、海港検疫法（1899年）に次いで、汚物掃除法と同時に公布、施行された。
内容は、「下水道ト称スルハ土地ノ清潔ヲ保持スル為汚水雨水疎通ノ目的ヲ以テ布設スル排水管其ノ他ノ排水線路及其ノ附属装置ヲ謂フ」とされ、制定当時の同法は、市街地における生活排水や雨水の停滞による不衛生状態を改善し、土地の清潔を保持することを目的としていた。糞尿（し尿）の処理は汚物掃除法に委ねられていた。